# Elminia albiventris
Elminia albiventris е вид птица от семейство Stenostiridae.

## Разпространение
Видът е разпространен в Бурунди, Екваториална Гвинея, Камерун, Демократична република Конго, Нигерия, Руанда и Уганда.